# 650 Amalasuntha
650 Amalasuntha eller 1907 AM är en asteroid i huvudbältet, som upptäcktes 4 oktober 1907 av den tyska astronomen August Kopff i Heidelberg. Den har fått sitt namn efter den ostrogotiska drottningen Amalasuntha.
Asteroiden har en diameter på ungefär 18 kilometer och tillhör asteroidgruppen Nysa.